# Esposa del Presidente de la República Italiana
La Esposa del Presidente de la República Italiana (en italiano: consorte del Presidente della Repubblica italiana; o simplemente donna) juega a menudo un rol protocolario en el Palacio del Quirinal y durante las visitas oficiales.

## Lista
| # | Nombre                         | Retrato | Presidente           | Periodo       |
| - | ------------------------------ | ------- | -------------------- | ------------- |
| — | Soltero                        |         | Enrico de Nicola     | 1948          |
| 1 | Ida Pellegrini                 |         | Luigi Einaudi        | 1948–1955     |
| 2 | Carla Bissatini                |         | Giovanni Gronchi     | 1955–1962     |
| 3 | Laura Carta Camprino           |         | Antonio Segni        | 1962–1964     |
| — | Viudo Ernestina Saragat (hija) |         | Giuseppe Saragat     | 1964–1971     |
| 4 | Vittoria Micchitto             |         | Giovanni Leone       | 1971–1978     |
| 5 | Carla Voltolina                |         | Sandro Pertini       | 1978–1985     |
| 6 | Giuseppa Sigurani              |         | Francesco Cossiga    | 1985–1992     |
| — | Viudo Marianna Scàlfaro (hija) |         | Oscar Luigi Scàlfaro | 1992–1999     |
| 7 | Franca Pilla                   |         | Carlo Azeglio Ciampi | 1999–2006     |
| 8 | Clio Maria Bittoni             |         | Giorgio Napolitano   | 2006–2015     |
| — | Viudo Laura Mattarella (hija)  |         | Sergio Mattarella    | 2015–presente |

- Datos: Q2805217
- Multimedia: First Ladies of Italy / Q2805217